# Fruchtheim
Fruchtheim ist eine Siedlung im Donaumoos und ein Ortsteil der Gemeinde Karlskron im oberbayerischen Landkreis Neuburg-Schrobenhausen.

## Lage
Fruchtheim liegt in der Mitte des sogenannten Unteren Donaumooses am Donaumoos-Hauptkanal und in direkter, baulicher Anbindung an den Hauptort Karlskron.
Während Karlskron als Straßendorf entlang der Donaumoosstraße (heute die Staatsstraße St 2049 und die Hauptstraße von Karlskron) angelegt wurde, erstreckt sich Fruchtheim entlang des Kanals in westsüdwestlicher Richtung. Der Ort beginnt kurz hinter der Stelle, an der Kanal und die Donaumoosstraße sich kreuzen und wo auch die Verbindungsstraße Pobenhausen – Zuchering (St 2044) die Hauptstraße kreuzt und den Kanal überquert.

## Geschichte
Das Ortsgebiet von Fruchtheim war bis 1790 unberührte Moorlandschaft im unerschlossenen und unzugänglichen größten Niedermoor Süddeutschlands, dem Donaumoos. In den darauf folgenden Jahren ließ der neue, aus Mannheim stammende Landesherr Kurfürst Karl Theodor das Donaumoos entwässern und zu Ackerland kultivieren.
Die vom Kurfürsten 1789 eingesetzte Donaumooskommision, bestehend aus Stephan Freiherr von Stengel, Johann Georg von Aretin und Adrian von Riedl, übernahm die Erschließung des Sumpflandes und trieb diese energisch voran.

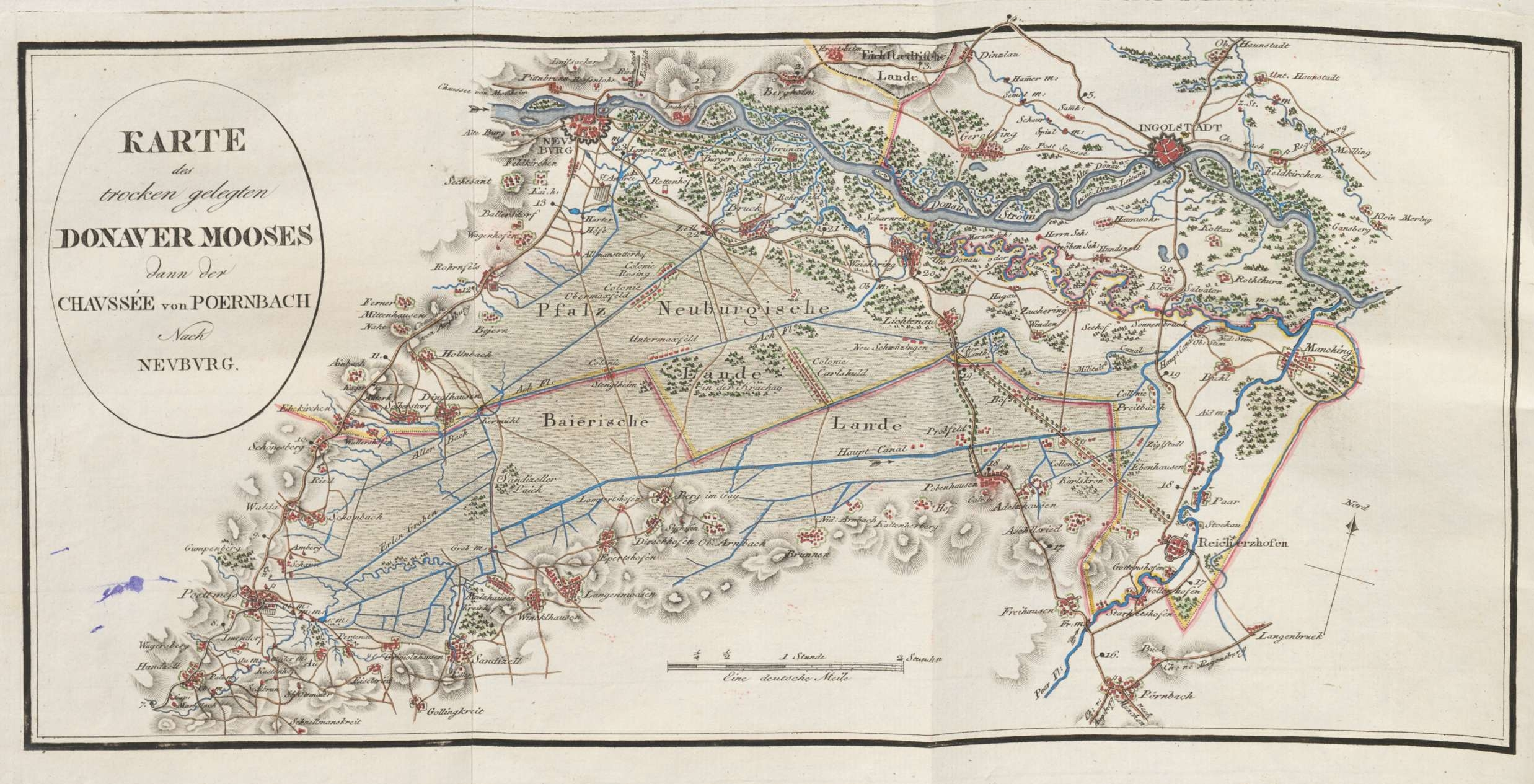
Karte des Donaumooses, gezeichnet 1804/05 von Adrian von Riedl

Zur Entwässerung des Moores wurde, beginnend am natürlichen Überlauf des Sumpflandes im Osten bei Oberstimm, der sogenannten Brautlach, ein schnurgerader, breiter und tiefer Graben in südwestlicher Richtung in das Donaumoos hineingetrieben, der heutige Hauptkanal des Donaumooses.
Um die neugewonnene Kulturlandschaft auch verkehrstechnisch zu erschließen, ließ die Kommission zugleich eine gleichfalls schnurgerade Straße quer zum Kanal durchs Moor anlegen, die Donaumoosstraße von Reichertshofen nach Lichtenau. Diese verläuft von Reichertshofen aus in westnordwestlicher Richtung.
Beide Bauwerke schneiden sich in der Mitte des unteren Mooses in spitzem Winkel.
Die Schnittstelle wird außerdem von einer weiteren Straße überquert, die ebenfalls zur Erschließung der Moosgründe beitragen und eine schnelle Verbindung durch das Moos nach Ingolstadt schaffen sollte, sie führt von Pobenhausen nach Zuchering. Der Stich nach Zuchering wurde schon zu jener Zeit, im Zuge der Mooserschließung angelegt und ist auf der Karte von Riedl zu sehen.
Die Anbindung der nach Süden verlaufenden Straße als eine Verbindung nach Pobenhausen erfolgte erst in späterer Zeit. Zunächst war diese der Verbindungsweg nach Adelshausen.
Als direkte Verbindung durch das Moos von Altbayern in Pfalz-Neuburgisches Gebiet wurde bei der Mooserschließung die Straße von Pobenhausen nach Lichtenau errichtet. Um nach Pobenhausen zu gelangen, musste man damals am Hauptkanal entlang zu dieser Straße fahren.
Ziel all dieser Baumaßnahmen war die Urbarmachung der zuvor landwirtschaftlich kaum nutzbaren Moorfläche und deren Umwandlung in ertragreiches Agrarland. Dazu warb man siedlungswillige Kleinbauern an, die sich dort niederließen, um das Land zu bestellen und bäuerlich zu bewirtschaften. Zu diesem Zweck plante die Kommission die Anlage einer Mustersiedlung und dem Aufbau kleiner Hofstellen. Deren Wirtschafts- und Wohngebäude wurden vorab erstellt, um Kolonisten anzuziehen. Im Jahre 1791 begann man den Plan umzusetzen und trieb ihn danach zügig voran.
Im Bereich des genannten Kreuzes wurden erste Gebäude, Werkstätten und Unterkünfte für die den Aufbau ausführenden Arbeiter und deren Leitungspersonal errichtet. Man begann mit dem Bau der geplanten Mustersiedlung, die zu Ehren des Landesherren nach diesem den Namen Karlskron erhielt.
Die in dem Inventar aufgeführte Pobenhäuser Straße, an der laut dieser Aufstellung eine Kolonie errichtet wurde, ist der Weg entlang des Hauptkanals zur neuen Straße Pobenhausen-Lichtenau.
Ursprünglich sollte ganz Karlskron entlang dem Hauptkanal erbaut werden, davon zeugen die Kolonistenhäuser entlang des Kanals im Karlskroner Ortsteil Josephenburg. Man begann mit dem Bau der ersten Musteranwesen, die das heutige Fruchtheim bilden, von der Kreuzung beginnend kanalaufwärts in westsüdwestlicher Richtung. Johann Georg von Aretin hatte vorgeschlagen, alle Neusiedlungen im Moos als Straßendörfer zu errichten, damit jeder Kleinbauer möglichst kurze Wege zu seinen Wirtschaftsflächen hätte. Jedem Hof wurden 9 Tagwerk Land zugeteilt.
Im Zuge der Aufbauarbeiten entlang des Kanalverlaufes stellte man aber fest, dass der aufgeschüttete Grabenaushub als Untergrund wenig geeignet war, Gebäude standfest zu begründen. Deshalb entschied man sich, Karlskron stattdessen größtenteils entlang der neugebauten Donaumoosstraße zu errichten, da dort eine sicherere Fundamentierung der zu errichtenden Bauwerke machbar schien. So wurde dann auch verfahren.
Das noch entlang der Achse des alten Plans errichtete Fruchtheim ist der älteste Teil von Karlskron und die Pioniersiedlung im Donaumoos.